# کریستینا میلر
کریستینا کرویکشانک میلر (انگلیسی: Christina Miller; ۲۹ اوت ۱۸۹۹ – ۱۶ ژوئیهٔ ۲۰۰۱) شیمیدان اسکاتلندی و یکی از پنج زن اول (و همچنین اولین شیمیدان زن) بود که به انجمن سلطنتی ادینبورگ انتخاب شد (۷ مارس ۱۹۴۹). کریستینا میلر از کودکی ناشنوا بود و همچنین بینایی یک چشم خود را در یک انفجار آزمایشگاهی در سال ۱۹۳۰ از دست داد. ساختمان کریستینا میلر در مجموعه کینگز بیلدینگز دانشگاه ادینبورگ و همچنین سالن کریستینا میلر در دانشگاه هرایوت-وات به افتخار او نامگذاری شده‌اند.

## اوایل زندگی
کریستینا کرویکشانک میلر (کریسی میلر) در سال ۱۸۹۹ در کوتبریج، اسکاتلند از پدری ایستگاه‌دار به دنیا آمد و بزرگ‌ترین از دو خواهر بود. او در پنج سالگی به سرخک و سرخجه مبتلا شد که باعث آسیب به شنوایی او شد و این مشکل در طول زندگی او به تدریج بدتر شد. میلر پس از خواندن مقاله‌ای در یک مجله که شیمی تحلیلی صنعتی را به عنوان یک انتخاب شغلی بالقوه برای زنان نشان می‌داد، به مطالعه شیمی علاقه‌مند شد. در ابتدا او امیدوار بود که به حرفه تدریس بپردازد اما متأسفانه معلولیت‌هایش مانع این کار شد.

## تحصیلات
میلر به‌طور همزمان در یک دوره سه ساله لیسانس در دانشگاه ادینبورگ (۱۹۲۰–۱۹۱۷) و یک دوره چهارساله دیپلم در کالج هرایوت-وات (۱۹۲۱–۱۹۱۷) که اکنون دانشگاه هرایوت-وات است، تحصیل کرد که به شکل کلاس‌های شبانه در طول جنگ جهانی اول برگزار می‌شد. در این دوره او یکی از تنها سه زنی بود که دیپلم شیمی گرفتند. در سال ۱۹۲۰ او از دانشگاه ادینبورگ با مدرک کارشناسی با تمایز ویژه فارغ‌التحصیل شد، مدال کلاس را دریافت کرد و بورسیه وانس دانلوپ به او اعطا شد که به او امکان داد تحقیقات خود را برای دکترای خود انجام دهد. او سپس در سال ۱۹۲۱ از کالج هرایوت-وات فارغ‌التحصیل شد. او در سال ۱۹۲۰ به سر جیمز واکر مراجعه کرد به امید اینکه تحت نظر او در دانشگاه ادینبورگ کار کند و او به او دستور داد که در سال ۱۹۲۱ پس از یادگیری زبان آلمانی بازگردد زیرا بسیاری از ادبیات مهم آن زمان به زبان آلمانی نوشته شده بود. در سال ۱۹۵۱ او تنها زن در میان ۲۵ عضو اول هیئت علمی دانشگاه هرایوت-وات بود.

## تحقیقات
کار دکترای او تحت نظر سر جیمز واکر انجام شد. او روی تأیید قانون استوکس-اینشتین برای انتشار در محلول کار کرد. او مطالعه کرد که چگونه ویسکوزیته و دما بر انتشار ید در محلول‌های مختلف تأثیر می‌گذارد. این کار در مجموعه مقالات انجمن سلطنتی منتشر شد.
پس از دکترا، میلر موضوع کار خود را به کار روی تری‌اکسید فسفر تغییر داد. در سال ۱۹۲۸ او اولین نمونه خالص تری‌اکسید فسفر را به دست آورد و نشان داد که درخشندگی مشاهده شده در نمونه‌های قبلی به دلیل وجود فسفر محلول است. این مقاله مدال کیت را از انجمن سلطنتی ادینبورگ دریافت کرد. موفقیت این کار باعث شد که او قبل از ۳۰ سالگی به آرزوی خود برای دریافت دکترای علوم دست یابد. او توسط یک شیمیدان معدنی پیشرو آن زمان به عنوان بزرگ‌ترین پیشرفت در دانش این موضوع در ۲۰ سال گذشته توصیف شد. تحقیقات در مورد تری‌اکسید فسفر پس از انفجاری که بینایی یک چشم او را از بین برد، متوقف شد. پس از این اتفاق، میلر بر توسعه تکنیک‌های میکروآنالیز تمرکز کرد. او بر استفاده از این تکنیک‌ها برای تجزیه و تحلیل سنگ‌ها و فلزات تمرکز کرد.
به گفته آن جونز، «کریستینا میلر یک پیشگام واقعی بود. او زمانی که این رشته هنوز بسیار در انحصار مردان بود، اکتشافات پیشگامانه‌ای در شیمی تحلیلی انجام داد و معلمی الهام‌بخش و راهنمایی برای نسل‌های دانشجویان بود.» در سال ۱۹۳۳ او به عنوان مدیر آزمایشگاه آموزشی منصوب شد و از طریق تعهد خود به نوآوری و فناوری جدید، تلاش کرد تا اطمینان حاصل کند که دانشجویان شیمی آموزش کامل در شیمی تحلیلی دریافت می‌کنند. در سال ۱۹۴۹ او به عنوان عضو انجمن سلطنتی ادینبورگ انتخاب شد. پیشنهاددهندگان او سر جیمز پیکرینگ کندال، سر ادموند هرست، جان ادوین مکنزی و جی. نورمن دیویدسون بودند. او مدال کیت انجمن را برای دوره ۱۹۲۹–۱۹۲۷ دریافت کرد.